# Barta István (vízilabdázó)
Barta István (Született: Berger István) (Álmosd, 1895. augusztus 13. – Budapest, 1948. február 16.) zsidó származású olimpiai bajnok vízilabdázó. 1912-ben a Nemzeti Sport Club-ban kezdett úszni. Az első világháborúban 1915-ben vonult be és kiképzése után 1916 augusztusában  az orosz frontra került, ahonnan 13 havi szolgálat után vezényelték tiszti iskolába. 1917 márciusában az olasz frontra ment a 38, gyalogezredben részt vett a X. isonzói csatában ahol hadifogságba esett.1919 áprilisában csererokkantként ment haza. Mint mellúszó 1924-ben és 1926-ban országos bajnokságot nyert 100 méteren. 1923 és 1928 között a III. kerületi Vívó Egylet csapatának kapusa, mellyel háromszor nyert bajnokságot. 1930 és 1932 között az UTE bajnok csapatának hálóőre. 1924–1932-ben a magyar válogatott vízilabda "rangcsapat" kapusa volt, amely 1932-ben Los Angelesben olimpiai bajnokságot, 1928-ban Amszterdamban olimpiai második helyet, 1926-ban Budapesten, 1927-ben Bolognában, 1931-ben Párizsban Európa-bajnoki címet szerzett. Ötvenszer volt tagja a válogatott vízilabdacsapatnak. Háromszor kapta meg a Sign. Laudist. 1948-ig élete végéig tisztviselőként dolgozott Kispesten a Kistextben. Felesége Bánd Zsuzsanna. Lánya Barta Julianna Franciaországba emigrált.

## Eredményei
Vízilabda
- Olimpiai játékok
  - bajnok: 1932
  - második: 1928
- Európa-bajnokság
  - bajnok: 1926, 1927, 1931
- Magyar bajnokság
  - bajnok: 1923, 1924, 1928, 1930, 1931, 1932
  - második: 1925, 1926, 1927,
  - harmadik: 1929
- Magyar kupa
  - győztes: 1925, 1927

Úszás
- Magyar bajnokság
- 100 m mell
  - bajnok: 1924, 1926